# Paul Cullen
Paul Cardenal Cullen (29 de abril de 1803, Ballitore  - 24 de octubre de 1878, Dublín) fue arzobispo católico romano de Dublín y anteriormente de Armagh, y el primer cardenal irlandés. Su ultramontanismo lideró la romanización de la Iglesia Católica en Irlanda e inauguró la revolución devocional experimentada en Irlanda durante la segunda mitad del siglo XIX y gran parte del siglo XX. Teólogo bíblico capacitado y erudito en lenguas antiguas, Cullen elaboró la fórmula para la infalibilidad papal en el Concilio Vaticano I.

## Primeros años
Cullen nació en Ballitore, Narraghmore, Athy, Condado de Kildare, uno de los 16 hijos de Hugh y Judith (Maher) Cullen, seis de los cuales eran del primer matrimonio de Hugh. Su primera escuela fue la Quaker Shackleton School en la cercana Ballytore.[cita requerida]
Tras la relajación de algunas de las Leyes Penales, su padre compró unas 700 acres (2,8 km²), dándole el estatus de "fuerte agricultor" católico, una clase que influyó enormemente en la sociedad irlandesa del siglo XIX. Eran fervientes en su catolicismo y temerosos del tipo de agitación social que había llevado al fallido Levantamiento de 1798. Sus sobrinas nietas, Mary y Elizabeth Cullen, se convirtieron en monjas, y dos sobrinos nietos ingresaron al sacerdocio.
Cullen ingresó al Colegio de San Patricio, Carlow, en 1816, y, en 1820, continuó en el Pontificio Colegio Urbano en Roma, donde su nombre está registrado en la lista de estudiantes del 29 de noviembre de 1820. Al concluir un distinguido curso de estudios, fue seleccionado para realizar una disputa pública en los salones de la Propaganda el 11 de septiembre de 1828, sobre 224 tesis de toda la teología e historia eclesiástica. El torneo teológico fue privilegiado en muchos aspectos, ya que el Papa León XII, asistido por su corte, presidió la ocasión, mientras no menos de diez cardenales asistieron, junto con toda la élite de la Roma eclesiástica. Vincenzo Pecci, el futuro Papa León XIII, estuvo presente en la disputa. Cullen se graduó como doctor en teología.[cita requerida]
Fue ordenado en 1829. Durante sus estudios, Cullen adquirió conocimientos de lenguas clásicas y orientales. Más tarde, fue nombrado para las cátedras de Hebreo y Escritura Sagrada en las escuelas de la Propaganda, y al mismo tiempo recibió el encargo del famoso establecimiento de impresión de la Congregación para la Propagación de la Fe. Este último cargo lo renunció en 1832, después de ser nombrado Rector del Pontificio Colegio Irlandés en Roma, pero durante el breve período de su administración, publicó una edición estándar del Lexicón griego y latino de Benjamin Hedericus, que aún mantiene su lugar en los colegios italianos; también editó los Actos de la congregación en siete volúmenes en cuarto, así como otras obras importantes.

## Armagh y Dublín
Cullen fue nombrado Arzobispo católico romano de Armagh el 19 de diciembre de 1849 y consagrado por el Cardenal Prefecto de Propaganda en el Colegio Irlandés en Roma el 24 de febrero de 1850. También fue nombrado Delegado Apostólico. Su primer gran acto como Arzobispo de Armagh fue convocar el Sínodo de Thurles (1850), el primer sínodo nacional católico romano celebrado en Irlanda desde la Reforma. Ocurrió durante el período de la debilitante Hambruna Irlandesa, que redujo la población del país en más de 2 millones de personas debido a la inanición, la enfermedad y la emigración. El propósito del sínodo era establecer una nueva disciplina eclesiástica en Irlanda. Esto incluía reglas relacionadas con la celebración de la Misa, la administración de los sacramentos y el mantenimiento de registros y archivos.
Cullen fue trasladado a la Sede de Dublín el 1 de mayo de 1852 y, 14 años después, en 1866, fue nombrado cardenal como Cardenal Sacerdote de San Pietro in Montorio, el primer cardenal irlandés.
Cullen fue enviado a Irlanda para alinear la iglesia irlandesa con el derecho canónico y las prácticas romanas, y con ese fin reclutó nuevos clérigos y órdenes de hermanos y hermanas religiosos. Después de una serie de cosechas desastrosas en la década de 1860, fundó, junto con el Alcalde de Dublín, el Comité de Ayuda de Mansion House en 1862. Cullen también inició la práctica de que los sacerdotes irlandeses usaran el collar romano y fueran llamados "Padre" (en lugar de "Señor") por sus feligreses.[cita requerida]
Cullen estaba particularmente interesado en promover la educación religiosa católica romana en Irlanda. Desde los primeros días de su episcopado, Cullen había planeado y promovido una universidad católica romana para Irlanda. El proyecto de la universidad fue bien recibido en general por los irlandeses en el país y en el extranjero, y los inicios de la institución en Dublín prometían. En 1862, se colocó la piedra angular del nuevo edificio de la Universidad con el Arzobispo Hughes de Nueva York predicando en la ocasión. John Henry Newman, a quien había invitado a ser Rector de la Universidad Católica, se quejó de que el Arzobispo lo trataba a él y a los laicos no como iguales, sino como sus súbditos.
Cullen realizó frecuentes visitas a Roma. Participó en la definición del dogma de la Inmaculada Concepción de la Santísima Virgen María en 1854 y en el 18.º centenario del martirio de los Santos Pedro y Pablo en 1867, cuando se hospedó en el Colegio Irlandés.[cita requerida]

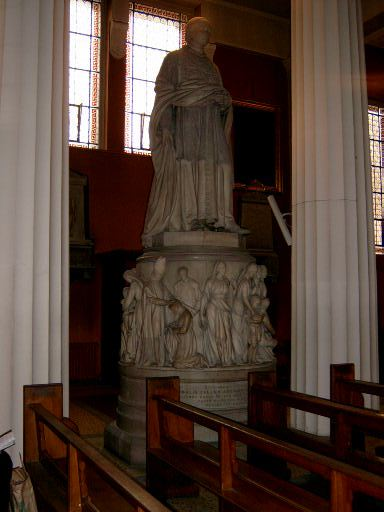
Monumento al Cardenal Cullen en la Pro-Catedral de Santa María, Dublín

Asistió a todas las sesiones del Concilio Vaticano I, participando activamente en sus deliberaciones. Hacia el final del concilio, a petición expresa de la Comisión Central, propuso una fórmula para la definición de la infalibilidad papal. Fue un asunto de gran delicadeza, ya que los promotores de la definición estaban divididos en varias facciones, algunas ansiosas de asignar un amplio rango a las decisiones del Papa, y otras que querían exponer de manera algo indefinida la prerrogativa papal. En 1864, fundó el Registro Eclesiástico Irlandés. Llegó tarde al cónclave de 1878 que eligió al Papa León XIII.[cita requerida]

## Fallecimiento
Murió en la Residencia Arzobispal (59 Eccles Street, Dublín) de insuficiencia cardíaca el 24 de octubre de 1878. Fue enterrado en el Colegio de la Santa Cruz (Colegio Clonliffe) en Drumcondra, bajo el Altar Mayor. El 25 de junio de 2021, sus restos fueron trasladados a la Pro-Catedral de Santa María, Dublín 1. La venta del Colegio de la Santa Cruz requirió que su cuerpo fuera reenterrado.[cita requerida]